# Smilax canellifolia
Smilax canellifolia là một loài thực vật có hoa trong họ Smilacaceae. Loài này được Mill. miêu tả khoa học đầu tiên năm 1768.